# Çò des de Barro
Çò des de Barro és una casa de Vila al municipi de Vielha e Mijaran (Vall d'Aran) inclosa a l'Inventari del Patrimoni Arquitectònic de Catalunya.

## Descripció
Çò des de Barro és un antic habitatge que conserva els diversos edificis disposats en un desnivell important del vessant, llevat de l'antic "uart" que avui es plaça pública.En aquest cas el casal ocupa una posició dominant sobre bordes i galeria, i assoleix una considerable altura a fi que la tercera planta pugui gaudir d'un accés a peu pla des de l'esglaó superior (plaça).
Tot i les restauracions intenses,convé destacar dins de la tradició constructiva de la Val, l'arrebossat pintat d'un color ataronjat intens, els arcs de descarrega que aixopluguen les obertures i les cantonades del carrer amb els angles roms. La primera borda presenta un bloc de marbre encastat amb la següent inscripció: AÑO + 1913 // F[ermín] B[arrau] y A D[e], M[iquel] ramarcada amb color blau. La segona borda duu també damunt la porta una inscripció: M+F//AÑO// 1898 F[ermin] BARRAU.

## Història
L'any 1313 surt documentat indirectament el "castre" de Vila, és a dir l'existència d'un nucli fortificat que com és habitual se situaria en el punt més encimbellat i comptaria si més no amb una torre; la qual cosa lligada amb una construcció com aquesta casa dissenyada des d'un bon principi per assolir una important alçada. Els Barrau surten documentats al segle xvii a Les i Vilac (Çò des de Mateu) bé que sens dubte tingueren més anomenada els Miquel, una branca dels quals foren anomenats barons de Vila. Tradicionalment Çò des de Barro era considerada la casa més forta de Vila.